# Słoneczniczek szorstki
Słoneczniczek szorstki (Heliopsis helianthoides) – gatunek byliny z rodziny astrowatych. Jego zasięg pierwotny obejmuje środkową i wschodnią część Stanów Zjednoczonych oraz Kanady. Rozprzestrzeniony został jako roślina ozdobna, dziczejąca z upraw. Jako introdukowany rośnie w wielu krajach Europy, środkowej i wschodniej Azji oraz w Kolumbii. W Polsce jest gatunkiem przejściowo dziczejącym.

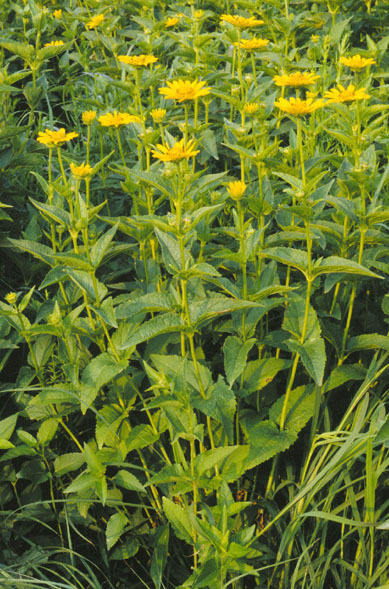
Słoneczniczek szorstki

## Morfologia
PokrójRoślina zielna o łodydze prosto wzniesionej, osiągającej do 150 cm wysokości. Łodyga jest gładka lub nieco bruzdowana, czasem w górnej części rozgałęziona.
LiścieNaprzeciwległe i ogonkowe. Blaszka jajowata, zaostrzona, u nasady zaokrąglona lub płytko sercowata, na brzegu grubo i ostro piłkowana; szorstko owłosiona po obu stronach.
KwiatyZebrane w koszyczki powstające pojedynczo na szczytach pędów. Okrywy z zewnętrznymi listkami lekko odgiętymi, wewnętrzne są zaokrąglone na wierzchołkach. Kwiaty języczkowe są żółte, płodne, z koroną nie odpadającą po przekwitnieniu. Dno kwiatostanowe z równowąskimi plewinkami.
OwoceGładkie niełupki, tylko za młodu owłosione na kantach.

## Biologia
Bylina. Kwitnie od czerwca do września.

## Zastosowanie
Jest uprawiany jako roślina ozdobna na rabatach. Nadaje się także na kwiat cięty. Wymaga stanowiska słonecznego i żyznej gleby, ale udaje się też na gorszych glebach. Jest łatwy w uprawie i w Polsce całkowicie mrozoodporny (strefy mrozoodporności 4-10). Aby przedłużyć kwitnienie należy ścinać kwiatostany przekwitłe. Po przekwitnięciu całą roślinę ścina się tuż przy ziemi. Rozmnaża się przez nasiona, sadzonkowanie wiosną lub przez podział jesienią.

## Odmiany
Oprócz typowej formy o kwiatach pojedynczych występuje odmiana Heliopsis helianthoides var. scabra o kwiatach podwójnych i niższa od formy typowej.
Niektóre odmiany ozdobne:
- ‘Patula’ o kwiatach pomarańczowych z większą liczbą kwiatów języczkowych w koszyczku
- ‘Light of London’ o kwiatach pełnych, jasnożółtych.